# Samuel Walker (Turner)
Samuel John „Sam“ Walker (* 5. Oktober 1883 in Birmingham; † 29. Februar 1960 ebenda) war ein britischer Turner.

## Erfolge
Samuel Walker nahm 1912 an den Olympischen Spielen in Stockholm teil und gehörte bei diesen zur britischen Turnriege im Mannschaftsmehrkampf. Dabei traten insgesamt fünf Mannschaften an, die aus 16 bis 40 Turnern bestanden und während des einstündigen Wettkampfs gleichzeitig antreten mussten. Bewertet wurden neben der Ausführung der Übungen an den Geräten auch das Verlassen und der Wechsel der Geräte sowie der Einmarsch zu Beginn. Am Ende wurden anhand eines Durchschnittswerts der einzelnen Nationen die Abschlussplatzierungen ermittelt. Neben den Briten traten auch Turnriegen aus Italien, Ungarn, dem Deutschen Reich und Luxemburg an. Mit 53,15 Punkten setzten sich die Italiener gegen ihre Konkurrenten durch. Die Ungarn erzielten indes 45,45 Punkte und belegten damit vor den drittplatzierten Briten mit 36,90 Punkten den zweiten Platz. Walker gewann somit zusammen mit Albert Betts, William Cowhig, Sidney Cross, Harry Dickason, Herbert Drury, Bernard Franklin, Leonard Hanson, Samuel Hodgetts, Charles Luck, William MacKune, Ronald McLean, Alfred Messenger, Henry Oberholzer, Edward Pepper, Edward Potts, Reginald Potts, George Ross, Charles Simmons, Arthur Southern, William Titt, Charles Vigurs und John Whitaker die Bronzemedaille.
Auf nationaler Ebene gewann Walker mit dem Birmingham Dolobran Club 1906 den Adams Shield, die britischen Mannschaftsmeisterschaften. Diesen Titel verteidigte er mit der Mannschaft erfolgreich im Folgejahr. 1912 und 1913 erreichte er mit Birmingham City noch zwei weitere Male das Finale, die aber beide gegen das Northampton Polytechnic Institute verloren gingen. Von Beruf war Walker wie sein Vater und sein Bruder Schreiner.